# Хоперський 1-й казачий полк
1-й Хоперський Її Імператорської Високості Великої Княгині Анастасії Михайлівни полк, Кубанського козачого війська
- Старшинство - 17 липня 1696 р
- Полкове свято - 30 серпня (12 вересня) спільне з військом.

## Формування полку
Полк сформований 1 серпня 1870 року із 16-го, 17-го і 18-го полків Кубанського козачого війська. 

### 16-й і 17-й полки
16-й і 17-й полки ведуть свій початок від Хоперських козаків, які, в свою чергу, утворилися на Дону із вихідців Тамбовської губернії, що служили міську службу. 17 липня 1696 року Хоперські козаки, в числі Донських, увірвалися в фортецю Азов і тим сприяли її захопленню. З цієї дати і ведеться старшинство Хоперського полку. 
2 червня 1724 року із Хоперських козаків, які жили, після розорення Булавіним їх містечок на Дону, біля Новохоперської фортеці, була утворена Хоперська козача команда, перетворена в 1767 році в полк. 24 квітня 1777 року Хоперський полк був включений до складу Астраханського козачого війська . 
11 квітня 1786 року полк був виділений з Астраханського війська і включений в число козаків, поселених на Азово-Моздоцькій лінії . З цього часу почалася їхня бойова служба на Кавказі. 
14 лютого 1845 року полк був розділений на два - 1-й і 2-й Хоперський полки Кавказького лінійного козачого війська, що складали 5-ю (Хоперську) бригаду цього війська; 10 березня 1858 року ця бригада була перейменована в 6-у. 
19 листопада 1860 року через з перетворення Чорноморського козачого війська в Кубанське, до складу останнього була включена 6-я бригада Кавказького лінійного війська і 4 березня 1861 року 1-й і 2-й Хоперський полки були перейменовані в 21-й і 22-й полки Кубанського війська, однак ці номери полки носили недовго: 13 травня вони були названі 23-й і 16-й полками Кубанського війська і 19 жовтня того ж року - 16-й і 17-й полки Кубанського війська, складаючи його 4-ю бригаду. 

### 18-й полк
21 травня 1855 року було сформовано Кавказький піший козачий №3 батальйон. 8 квітня 1857 року цей батальйон був перетворений в кінний полк і отримав назву 3-й Лабінський полк Кавказького лінійного козачого війська. Через рік, 20 березня, полк названий 1-й Урупський козачий полк. 
Після утворення Кубанського війська, полк 4 березня 1861 року було найменовано 15-м полком Кубанського війська, але в тому ж році ще двічі змінив свій номер: 13 мая отримав № 20 і 19 жовтня - № 18. 

### Хоперський полк
1 серпня 1870 року 16-й, 17-й і 18-й полки були зведені в один полк, названий Хоперським. 12 січня 1879 року велика княгиня Анастасія Михайлівна була призначена шефом полку. 24 травня 1894 року полк названий 1-й Хоперський Її Імператорської Високості Великої Княгині Ананстасіі Михайлівни полк Кубанського козачого війська. 

## Відзнаки полку
- Полковий Георгіївський прапор з написом «За відзнаку в Турецьку війну і в ділах, які були проти горців в 1828 і 1829 роках і при підкоренні Західного Кавказу  1864 року» та «1696-1896» з ювілейною Олександрівською стрічкою, подароване 8 вересня 1896 р.
- Срібні Георгіївські труби, подаровані 6 січня 1879 р.:
- Вісім - з написом «За перехід з боєм через Кавказький хребет 1877 року» в 1-й, 2-й, 3-й і 6-й сотнях полку.
- Чотири - з написом «За відзнаку при придушенні повстання в Дагестані 1877 року», в 4-й і 5-й сотнях.
- Відзнаки на головні убори, подаровані 30 серпня 1856 р .: 
  - з написом «За відзнаку в 1854 році» в 1-й півсотні 1-й сотні;
  - з написом «За відзнаку в 1855 році» у 2-й півсотні 1-й сотні.

## Командири полку
- xx.xx.1861-xx.xx.1870 - генерал-майор Іван Семенович Кравцов
- 24.03.1871-16.12.1876 - полковник Крюков, Прокіп Ілліч
- 30.01.1881-05.08.1887 - полковник принц Ольденбурзький, Костянтин Петрович
- 05.08.1887-28.09.1894 - полковник Пишкін, Петро Іванович
- 15.08.1894-06.11.1894 - військовий старшина Грамотін, Олександр Олексійович
- 22.09.1894-27.10.1899 - полковник Шведов, Костянтин Максимович
- 04.12.1899-20.11.1904 - полковник Логвинов, Олександр Петрович
- 20.11.1904-20.05.1906 - полковник Щербина, Григорій Якович
- 20.05.1906-12.02.1907 - полковник Рубан, Павло Степанович
- 12.02.1907-23.07.1910 - полковник Фідаров, Афако Пацієвич
- 28.07.1910-28.04.1911 - полковник Драгомиров, Михайло Михайлович
- 28.04.1911-06.06.1914 - полковник Голощапов, Василь Іванович
- 02.07.1914-04.06.1915 - полковник Потто, Олександр Васильович
- 04.09.1915-24.01.1917 - полковник Успенський, Микола Митрофанович
- 20.03.1917 - полковник В. Г. Петін